# Escuelas Públicas de la Parroquia de Jefferson

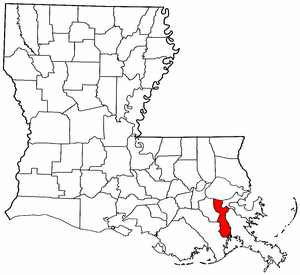
Ubicación de la parroquia de Jefferson, Louisiana

Las Escuelas Públicas de la Parroquia de Jefferson (Jefferson Parish Public School System, JPPSS) es un distrito escolar de Luisiana. Tiene su sede en Harvey, un área no incorporada en la parroquia de Jefferson. El distrito tiene 45.759 estudiantes y 9.700 empleados incluyendo 3.200 maestros/profesores.
En 2014 porque el número de alumnos matriculados aumentó porque una afluencia de hondureños en este parroquia.